# Max Hussarek von Heinlein
Maximilian Hussarek von Heinlein (3 de mayo de 1865 - 6 de marzo de 1935), ennoblecido con el rango de Barón (Freiherr) en 1917, fue un hombre de estado austriaco quien sirvió como penúltimo Ministro-Presidente de la Cisleitania en el último periodo de la I Guerra Mundial, durante tres meses en 1918.

## Biografía
Hussarek nació en Pressburg, Hungría (actual Bratislava, Eslovaquia), siendo el hijo de Johann Ritter Hussarek von Heinlein (1819-1907), un teniente mariscal de campo en el Ejército austrohúngaro. Asistió a la escuela en Lemberg (Lviv), Galicia, en Hermannstadt (Sibiu), y en la Academia Teresiana en Viena. En 1883, se enroló en la Universidad de Viena para estudiar derecho canónico, obteniendo su doctorado sub auspiciis Imperatoris en 1889. Fue a dar conferencias en la Academia Teresiana y se convirtió en educador del Príncipe Abbas II, futuro Jedive de Egipto.
A partir de 1892, Hussarek sirvió en el k.k. Ministerio de Educación y Asuntos Culturales y también trabajó como conferenciante privado. En 1895 fue elegido profesor de derecho eclesial en la Universidad de Viena. Dos años más tarde fue seleccionado como Jefe del departamento Católico del Ministerio; a partir de 1907 encabezó la Oficina de Asuntos Religiosos.
Miembro del Partido Socialcristiano, Hussarek sirvió como Ministro de Educación en los gabinetes de la Cisleitania de Karl von Stürgkh, Ernest von Koerber, y Heinrich Clam-Martinic entre 1911 y 1917. Trabajó para el reconocimiento de cátedras evangélicas en el departamento de teología de la Universidad de Viena y, de acuerdo con la escuela Hanafi de jurisprudencia, tuvo al islam sunita reconocido como comunidad religiosa. En 1917, fue elevado al rango de Freiherr por el emperador Carlos I de Austria, un título que perdió de nuevo tras la disolución de Austria-Hungría solo dos años más tarde.
Cuando tras la conclusión del Tratado de Brest-Litovsk con la República Popular Ucraniana, el Ministro-Presidente Ernst Seidler von Feuchtenegg dimitió el 25 de julio de 1918, Hussarek fue elegido como su sucesor. Enfrentándose, a la entrada de EE. UU. en la I Guerra Mundial, y a la desintegración de la Monarquía austrohúngara, así como al rápido deterioro en las condiciones de suministro, intentó en vano impedir el colapso mediante un manifiesto imperial (Völkermanifest). El manifiesto fue emitido por Carlos I el 16 de octubre, concediendo una amplia autonomía a las naciones de la Cisleitania. La declaración fracasó: mientras varias asambleas constituyentes se reunieron en las tierras de la corona austriaca, el manifiesto fue rechazado por el Ministro-Presidente húngaro Sándor Wekerle y dos días después el gobierno de Budapest oficialmente dio por terminado el Compromiso austrohúngaro de 1867.
Hussarek dimitió el 27, el gabinete de la Cisleitania de su sucesor Heinrich Lammasch fue ya referido como "ministerio de liquidación".
Después de la guerra, Hussarek trabajó de nuevo como profesor en la Universidad de Viena y como oficial de la Cruz Roja Austriaca. Murió en Viena en 1935, a la edad de 69 años.